# Diploglena capensis
Diploglena capensis là một loài nhện trong họ Caponiidae.
Loài này thuộc chi Diploglena. Diploglena capensis được William Frederick Purcell miêu tả năm 1904.